# Lokpo
Le pagne Lokpo ou encore appelé Agbanmevõ est un type de tissu de soie et de coton composé de bande de tissu consues ensemble pour former des motifs et des figures aux couleurs vives. Ce pagne existe grâce au savoir faire des artisans. Il est originaire de la grande race des Ewé comme les Adja, les Guin, les Anlo, les Kotafon, les Mina, les Fon, Ewé du sud Togo, Bénin et Ghana. 
La particularité de ce pagne Lokpo est qu'il est fabriqué de façon traditionnelle. Il s'agit d'un vêtement sacré et royal dans les temps anciens a cause de sa valeur et de sa chèreté. De nos jours le Lokpo est utilisé par le peuple en guise de conservation de la culture des Ewé. 

## Utilisation, us et coutumes
Le Lokpo est porté généralement lors des fêtes traditionnelles, lors des différentes cérémonies traditionnelle, et surtout les cérémonies d'intronisations des Togbui, Ga, Mama, Asafo et Abrafo. 
L'artisanat sauvegarde le pagne tissé traditionnel un savoir-faire faire ancestrale. L'artisanat dans ce domaine de production de pagne se développe grâce au gardien traditionnel qui s'identifient par le pagne lokpo.  Grace au Initiative de sensibilisation pendant les fêtes traditionnelles sur le faite de valoriser le port des pagnes Lokpo le peuple se réjouit de cet héritage des grands parents.